# Gustav Fleischer
Gustav Fleischer (Bjelovar, 13. prosinca 1856. – Bjelovar, 16. travnja 1913.) - hrvatski kemičar, pedagog, novinar i kulturni djelatnik. Objavio je prvi tekst o povijesti kemije na hrvatskom jeziku.

## Obitelj
Član je ugledne bjelovarske obitelji Fleischer. Njegov otac Alojzije Fleischer doselio se u Bjelovar iz Mađarske ili Češke. Nije Hrvat po nacionalnosti, ali vrlo brzo se asimilirao i dao velik doprinos kulturnom razvitku Bjelovara. Alojzije Fleischer surađivao je s Ferdom Rusanom i Vatroslavom Lisinskim. Pomogao je opernom pjevaču Franju Staziću, da započne karijeru, tako što ga je preporučio Lisinskom za ulogu u prvoj hrvatskoj operi Ljubav i zloba. Gustavova majka je Ida Fleischer r. Matić, kći liječnika iz Bjelovara. Dva Gustavova mlađa brata rano su umrla, a treći brat Alojzije-Antonije Fleischer bio je glavnik urednik zagrebačkih novina Agramer Tagblatt i kolega Antuna Gustava Matoša.

## Školovanje i karijera
Gustav Fleischer završio je osnovnu školu i gimnaziju u Zagrebu. Diplomirao je na Tehničkoj visokoj školi u Grazu 1879. godine iz područja kemijskih znanosti. Položio je i dodatne predmete, kako bi mogao predavati sve predmete u gimnaziji. S njime je studirao Nikola Tesla. Nakon studija, vratio se 1879. godine u Bjelovar i predavao kemiju u gimnaziji. Upravitelj je i ravnatelj gimnazije u Bjelovaru od 1893. do smrti 1913. godine. Zbog porasta stanovništva i razvoja grada, zauzeo se za gradnju nove zgrade gimnazije, koja je otvorena 1901. godine i koristi se i danas. Povećao je broj razreda u gimnaziji i uveo veliku maturu. Jedan je od osnivača bjelovarske Ženske stručne škole 1894. godine. Pisao je stručne radove u kojima se zalagao, da dječaci i djevojčice idu u iste škole, a ne odijeljene. Dao je doprinos osnivanju Glazbene škole u Bjelovaru 1898. godine.

## Prevođenje i izdavanje knjiga
Bavio se prevođenjem stručne literature i pisanjem radova iz područja pedagogije, kemije i matematike. U suradnji s Ferdom Wilbradom preveo je s njemačkog jezika za potrebe nastave "Naputak za metodično naučavanje anorganske lučbe" 1876. godine, te srednjoškolski udžbenik "Uvod u kemiju" 1881. godine. Napisao je prvi tekst iz povijesti kemije na hrvatskom jeziku pod nazivom "Nešto o alkimiji" 1888. godine. U tekstu je analizirao statove poznatih kemičara o alkemiji i dao svoje mišljenje. Zajedno s Josipom Mencinom objavio je udžbenik "Čitanka za šegrtske škole" 1890. godine. Surađivao je u nastanku "Deutsche Encyklopedie". Objavio je "Rječnik narodnih imena ljekarija" 1893. godine. U nastanku djela surađivao je s tridesetak ljekarnika iz Hrvatske, BiH i Srbije. Djelo je važan doprinos razvoju naziva ljekarničkih pripravaka i ljekovitih biljaka na hrvatskom jeziku. Preveo je knjigu "Uputu u kemiju" 1912. godine njemačkog nobelovca Wilheima Ostwalda. Prijevod je važan doprinos razvoju kemijskih naziva na hrvatskom jeziku. Ostwald je na njemačkom jeziku osmislio anionsku nomenklaturu kiselina, a Fleicher je napravio prilagodbu za hrvatski jezik. 

## Novinarstvo
Bavio se novinarstvom. Osmislio je i izdavao list "Tumač" za učitelje osnovnih i srednjih škola 1884. godine. Godinu dana kasnije, nastao je novi list "Hrvatski učitelj", kojeg je izdavao sa Stjepanom Njemčićem. U suradnji s uglednim Bjelovarčanima toga vremena, pokreće list "Bjelovarsko-križevački" 1891. godine. List je postojao do 1919. godine. Bio je jedan od najboljih hrvatskih regionalnih listova toga doba. Gustav Fleischer bio je glavni urednik od osnivanja do 1907. godine. 

## Kulturni rad
Napisao je skladbu "Košutica". Izvedena je kao pozdrav prilikom posjeta austrijskog cara Franje Josipa I. u Bjelovar 12. rujna 1888. godine. Car ga je primio u audijenciju prilikom posjeta i dao mu priznanje. 
Bio je učitelj pjevanja, zborovođa i tajnik u Hrvatskom pjevačkom društvu "Dvojnice", koje se danas zove HORKUD Golub. Svirao je nekoliko glazbenih instrumenata. 
Naslikao je nekoliko slika s motivima mrtve prirode i prolaznosti. Jedna od kćeri Ida, bila je amaterska slikarica.
Bavio se humanitarnim radom. Bio je predsjednik "Društva za podupiranje siromašnih učenika Realne gimnazije" u Bjelovaru. Nakon njegove smrti nastala je "Zaklada Gustav Fleischer" pripojena spomenutom društvu. Darovao je mnogo knjiga za bolničku te učiteljsku knjižnicu.
Bio je konzervator Zemaljskog povjereništva za očuvanje historijskih i umjetničkih starina u Hrvatskoj i Slavoniji. Radio je arheološka istraživanja. 
Vjenčao se s Baricom r. Grahovac, učiteljicom i ravnateljicom ženske osnovne škole u Bjelovaru. Imali su četvero djece. Dva unuka Raoul Sabljak i Aleksandar Johanides istaknuli su se kao stručnjaci u gradnji hidroelektrana i industriji.